# Torneio Mercosul de 1995
O Torneio Mercosul de 1995 foi a primeira edição deste torneio amistoso, realizado entre 29 de janeiro e 7 de fevereiro de 1995. Contou com a participação de 9 equipes, sendo 4 de Santa Catarina, onde o torneio foi realizado.

## Clubes participantes
| Clube         | País     |
| ------------- | -------- |
| Avaí          | Brasil   |
| Cerro         | Uruguai  |
| Coritiba      | Brasil   |
| Criciúma      | Brasil   |
| Figueirense   | Brasil   |
| Joinville     | Brasil   |
| Marcílio Dias | Brasil   |
| Nacional      | Uruguai  |
| Olimpia       | Paraguai |

## Fase Preliminar
- Foi definido que o vencedor desse jogo jogaria contra o Marcílio Dias na próxima fase.

| 31 de janeiro de 1995 | Criciúma                               | 2 – 0 | Cerro | Heriberto Hülse, Criciúma (SC) |
|                       | Silvio Criciúma · Luís Carlos Oliveira |       |       | Público: 1 168                 |

## Quartas
| 29 de janeiro de 1995 | Figueirense                                        | 2[1] – [0]2 | Olimpia                  | Orlando Scarpelli, Florianópolis (SC)      |
|                       | Ricardo 17' · Zé Cley 77' · Oliveira 100' (prorr.) |             | Samaniego 47' · Baez 80' | Público: 2 000 Árbitro: Roque Bonhemberger |

| 29 de janeiro de 1995 | Joinville     | 3 – 0 | Coritiba | Ernestão, Joinville (SC) |
|                       | Dauri · Índio |       |          | Público: 1 392           |

| 30 de janeiro de 1995 | Avaí                | 4 – 2 | Nacional         | Ressacada, Florianópolis (SC) |
|                       | Claudiomir · Jacaré |       | Morales · Duarte | Público: 1 383                |

| 2 de fevereiro de 1995 | Marcílio Dias | 1 – 0 | Criciúma | Hercílio Luz, Itajaí (SC) |
|                        | Everaldo      |       |          | Público: 1 168            |

## Semifinais
| 1º de fevereiro de 1995 | Joinville | 1 – 0 | Avaí | Ernestão, Joinville (SC) |
|                         | Gilmar    |       |      | Público: 2 485 pagantes  |

| 4 de fevereiro de 1995 | Figueirense | 1 – 0 | Marcílio Dias | Orlando Scarpelli, Florianópolis (SC)          |
|                        | Sandro 76'  |       |               | Público: 2 359 pagantes Árbitro: Renildo Nunes |

## Final
- Os Estádios para a semi-final e final seriam escolhidos os que tivessem maior público e renda.

| 7 de fevereiro de 1995 | Figueirense                 | 0[1] – [0]0 | Joinville | Orlando Scarpelli, Florianópolis (SC)               |
|                        | Biro-Biro 105' (prorr.) (P) |             |           | Público: 5 271 pagantes Árbitro: Roque Bonhemberger |

### Escalação da Final
- Figueirense: Rogério; Felício, Solis, Gelásio e Denílson; Gilmar Serafim, Oliveira, Antunes e Biro-Biro; Zé Cley e Édson Bela.

Técnico: Abel Ribeiro.
- Joinville: Sílvio; Jairo Santos, Fonseca, Everaldo e Benson; Veiga, Vander Luiz, Gilmar e Dauri; Pedralli e Jorge Luiz.

Técnico: Paulinho de Almeida.

## Campeão
| Torneio Mercosul de 1995                      |
| Brasil                                        |
| --------------------------------------------- |
| Figueirense Futebol Clube Campeão (1º título) |

## Estatísticas
- Maior nº de gols em um jogo: Avaí 4x2 Nacional
- Maior público: Figueirense (1)0x0(0) Joinville - 5.271 pagantes
- Maior renda: Figueirense (1)0x0(0) Joinville - R$ 48.469,00
- Clube com maior arrecadação: Figueirense - R$ 89.110,00